# Efeito De Haas-Van Alphen
O efeito Haas-Van Alphen é uma variação periódica da suscetibilidade diamagnética dos elétrons da banda de condução de certos metais. Este efeito ocorre a baixas temperaturas em consequência de variação da componente perpendicular ao eixo principal de um cristal imerso no campo magnético.